# Cinque Terre DOC
| Disciplinare DOC Stato Italia Regione Liguria Cinque Terre Decreto del 30 novembre 2011 Gazzetta del 20 dicembre 2011 nº 295 Regolamenta i seguenti vini: |
| Cinque Terre Cinque Terre Costa de Sera Cinque Terre Costa de Campu Cinque Terre Costa de Posa Cinque Terre Sciacchetrà Cinque Terre Sciacchetrà riserva  |
| Fonte: MiPAAF - Disciplinari di produzione vini |

Cinque Terre è la denominazione relativa al disciplinare di alcuni vini a DOC prodotti nei comuni di Riomaggiore, Vernazza, Monterosso al Mare ed in parte del comune di La Spezia, tutti in Provincia della Spezia, con la precisazione che ciascuno dei vini Cinque Terre Costa de Sera, Cinque Terre Costa de Campu e Cinque Terre Costa de Posa, deve essere prodotto in una zona ben delimitata del comune di Riomaggiore

## Informazioni sulla zona geografica
Il territorio di produzione della DOC è situato nella parte orientale della Liguria compreso nel Parco nazionale delle Cinque Terre ed è caratterizzato da vigneti impiantati su piccoli terrazzamenti di alta collina sostenuti da caratteristici muretti a secco.

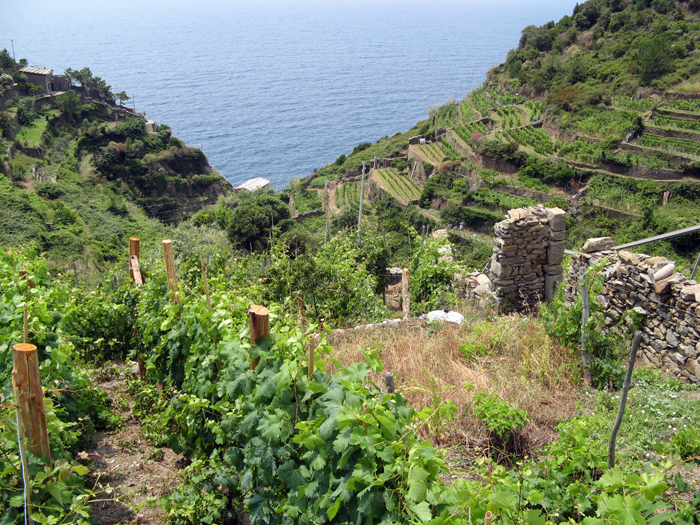
I terrazzamenti delle Cinque Terre

I terreni sono molto superficiali, ricchi di scheletro, molto permeabili, a reazione acida o subacida. Sono vicini al mare (0–5 km), orientati a sud-ovest, prevalentemente situati ad una quota di 600–700 m s.l.m. e presentano una pendenza del 35-50%.
Le Cinque Terre godono di una temperatura media di circa 15 °C. La zona presenta i seguenti indici bioclimatici:
Indice Huglin (IH) = 2050- 2370º
Somma delle temperature (STA) = 1830-2110º
Sommatoria delle escursioni termiche (SET) = 490-590º
La loro piovosità media annua si attesta attorno ai 1240 mm, con 47 giorni di pioggia da aprile a ottobre.

## Storia
Le prime viti sono state piantate nelle Cinque Terre da navigatori greci.
In epoca romana, Plinio proclama i vini di Luna (l'attuale Luni) come i migliori d'Etruria (Etruriae palmam Luna habet).
Alla fine dell'XI secolo (l'epoca dei Comuni), lo sviluppo dei rapporti commerciali stimola la produzione agricola (anche viticola) della zona.
Nel Medioevo, sotto la spinta demografica, si mettono a coltura (olivo, vite ortaggi) anche i terreni più acclivi e compaiono i terrazzamenti sostenuti da muretti a secco.
Nel XVIII e nel XIX secolo si sviluppa la tendenza alla esclusione di tutte le altre colture per fare spazio ai vigneti, sotto la spinta di un ulteriore sviluppo demografico.
A principio del XX secolo, P. Riccobald in «Straniero Indesiderabile» scrive: «Quelli erano tempi veramente duri. La miseria era spaventosa, a Manarola l'unica risorsa era il vino prodotto da terra avara che richiedeva durissimo lavoro e sovrumani sacrifici. Emigrare, cercare lavoro fuori era considerato come una dichiarazione di resa. Perciò quasi tutti rimanevano aggrappati ai loro vigneti, orgogliosi di essere proprietari, di lavorare in proprio.»
Nel 1920 la fillossera, come nel resto d'Europa, distrugge tutti i vigneti. Dal 1930 si reimpianta su piede americano, cioè su piante delle vitacee appartenenti al raggruppamento delle "viti americane", che comprende Parthenocissus quinquefolia, Vitis labrusca, Vitis rupestris, Vitis berlandieri.
Nel 1973 vengono create una cantina sociale ed una cooperativa agricola le quali, insieme alla messa in opera di monorotaie con carrelli per il trasporto di materiali e persone, favoriscono la rinascita ed un notevole sviluppo di tutte le attività agricole, in primo luogo ovviamente la viticoltura.
Nel 1999 viene istituito il Parco nazionale delle Cinque Terre che, fra i suoi scopi, si prefigge di salvaguardare i terrazzamenti e i muri a secco. Al momento (2013) è l'unico Parco nazionale finalizzato alla tutela di un ambiente antropizzato.
Precedentemente all'attuale disciplinare questa DOC era stata:
- Approvata con D.P.R. 29.05.1973 G.U. 217 - 23.08.1973
- Modificata con DM 14.10.1989 G.U. 255 - 31.10.1989
- Modificata con DM 06.09.1999 G.U. 219 - 17.09.1999
- Modificata con DM 07.03.2000 G.U. 76 - 31.03.2000
- Modificata con DM 12.10.2007 G.U. 246 - 22.10.2007
- Modificata con DM 22.04.2008 G.U. 117 - 20.05.2008
- Modificata con DM 20.10.2009 G.U. 252 - 29.10.2009